# Șomoștelnic
Șomoștelnic – wieś w Rumunii, w okręgu Marusza, w gminie Mica. W 2011 roku liczyła 298 mieszkańców.